# Římskokatolická farnost Havlíčkova Borová
Římskokatolická farnost Havlíčkova Borová je územním společenstvím římských katolíků v rámci havlíčkobrodského vikariátu královéhradecké diecéze.

## O farnosti

### Historie
Kostel v Havlíčkově Borové je poprvé doložen již ve 12. století. Původní románská stavba byla přestavěna ve stylu pozdní gotiky na přelomu 15. a 16. století. V letech 1953–1981 ve farnosti působil jako farář R.D. Václav Slavíček, který byl na začátku padesátých let jednou z obětí brutálního vyšetřování událostí kolem tzv. Číhošťského zázraku.

### Současnost
Farnost nemá vlastního duchovního správce. Je administrována ex currendo z Velké Losenice.
| Kostel                    | Obrázek | Místo             | Bohoslužba     | Bohoslužba                 | Poznámka     |
| ------------------------- | ------- | ----------------- | -------------- | -------------------------- | ------------ |
| Kostel sv. Víta           |         | Havlíčkova Borová | neděle čtvrtek | 09.30 15.00                | farní kostel |
| Kaple Panny Marie         |         | Oudoleň           | sobota         | 16.00 v zimě, 17.00 v létě | obecní kaple |
| Kaple Nejsvětější Trojice |         | Vepřová           | čtvrtek        | 18.00 v zimě, 19.00 v létě | kaple        |